# Велика Лесна
Велика Лесна (словац. Veľká Lesná) — село, община в округе Стара Любовня, Прешовский край, Словакия. Расположено на севере восточной Словакии в Спишской магуре в долине Леснянского потока.
Впервые упоминается в 1338 году.
В селе есть римо-католический костел св. Иоанна Крестителя с начала 14 века.

## Населення
| Год:                | 1994 | 2004     | 2014    | 2024    |
| ------------------- | ---- | -------- | ------- | ------- |
| Количество человек: | 414  | 494      | 478     | 498     |
| Разница:            |      | +19,32 % | −3,23 % | +4,18 % |

Национальный состав населения (по данным последней переписи населения — 2001 год):
- словаки — 99,15%
- чехи — 0,64%

Состав населения по принадлежности к религии состоянию на 2001 год::
- греко-католики — 98,73%
- римо-католики — 0,85%
- не считают себя верующими или не принадлежат к одной вышеупомянутой церкви — 0,42%